# Starring in Western Stuff
Starring in Western Stuff è un cortometraggio muto del 1917 scritto, diretto e interpretato da Tom Mix. Commedia di genere western, il film - prodotto dalla Selig Polyscope Company - aveva come altri interpreti Victoria Forde, Pete Bender, Sid Jordan, Pat Chrisman, Ethylyn Chrisman.

## Trama
Tom Sage, un cowboy del west, è un appassionato di cinema e la ragazza dei suoi sogni è Vivian Larkin, un'attrice. Un giorno, il cowboy scrive a Vivian una lettera dove le esprime tutto il suo entusiasmo e la speranza di poterla vedere un giorno dal vivo. Poco tempo dopo, la Pinto Film Stock Company, la compagnia cinematografica di Vivian, parte per andare a girare un film poco distante dal luogo dove lavora Tom. Durante una ripresa in cui l'attrice deve subire l'aggressione di un altro attore, viene salvata da Tom che, ignaro, ha creduto a una vera violenza. Il cowboy e la star del cinema si incontrano per la prima volta e Tom Sage riconosce l'attrice. Diventa così geloso di Percy Brown, l'attore protagonista, perché, partner di Vivian, deve girare con lui le scene d'amore. Un giorno che la troupe si trova in un luogo solitario, viene attaccata da una banda di fuorilegge. Gli attori, spaventati da quei luoghi così pericolosi, cercano di mettersi in salvo lasciando sola Vivian che verrà però salvata da Tom che, in questo modo, conquista la gratitudine della diva.

## Produzione
Il film fu prodotto dalla Selig Polyscope Company.

## Distribuzione
Distribuito dalla General Film Company, il film - un cortometraggio in due bobine - uscì nelle sale cinematografiche statunitensi il 13 gennaio 1917 dopo essere stato presentato in prima l'8 gennaio.